# Clyde Beatty
Clyde Raymond Beatty (10 juin 1903 - 19 juillet 1965) est un dresseur d'animaux, propriétaire de zoo et magnat du cirque. Il rejoint le Great London Circus de Howe en 1921 en tant que garçon de cage et devient l'un des artistes de cirque et dresseurs d'animaux les plus célèbres au monde. Au cours de sa carrière, il fait l'acquisition de plusieurs cirques, dont l'un qui porte son nom  « Clyde Beatty Circus » de 1945 à 1956.

## Biographie
Clyde Beatty est né le 10 juin 1903 dans l'Ohio aux États-Unis.

### Dresseur et magnat du cirque
Dés l'âge de 18 ans, il devient gardien de cage de cirque. Un an plus tard, il a l'occasion de travailler avec des ours polaires et d'apprendre auprès de Peter Taylor, l'un des grands dresseurs de félins de l'époque. De 1925 à 1934, Clyde Beatty part en tournée avec le cirque Hagenbeck-Wallace, s'occupant à la fois des ours polaires et des grands félins. Dans l'un des numéros les plus audacieux de l'histoire du cirque, il mélange 40 lions et tigres des deux sexes. Il utilise également  des combinaisons dangereuses de tigres, de lions, de léopards, de pumas, de hyènes et d'ours. De 1931 à 1934, il apparait avec le groupe combiné Ringling Bros. et Barnum & Bailey Circus lors de ses apparitions à New York et à Boston. Son acte est présenté comme « la sensation du siècle, le numéro d’animal sauvage le plus grand et le plus audacieux jamais présenté ». Il achète un cirque en 1945 qui, en 1958, puis a acheté le nom de Cole Bros. qui devient le plus grand spectacle de tentes sur la route aux États-Unis.

### Carrière cinématographique
Acteur et scénariste, Clyde Beatty devient une star de cirque populaire grâce à des films de Série B dont The Big Cage (1933), The Lost Jungle (en) (1934) et La nation des ailes (1936) et Ring Of Fear (1954). La scène du film "Ring Of Fear" (Les Géants du cirque)  illustre et met en valeur le style de Beatty : les rugissements sauvages des chats, les claquements de fouet, les coups de feu et l'agressivité mutuelle. Bien que mis en scène pour le spectacle, ce style de domptage contribue à construire au fil des années une image négative des dresseurs d'animaux de cirque. 
Il était marié à Jane Lorraine Abel, Harriet Beatty et Beatrice Ernestine Jones Pegg.
Il meurt le 19 juillet 1965 en Californie, États-Unis.